# Antoni de Zoete
Antoni de Zoete (gestorven Moncontour, 3 oktober 1569) was een Zuid-Nederlands edelman en officier in de Tachtigjarige Oorlog. Hij vocht onder meer in de Slag bij Heiligerlee.

## Afkomst
De Zoete was de vierde zoon van Alexander de Soete, ridder en stadhouder van Zeeland, en Johanna van Ranst, vrouwe van Hautin (Hautain, Houtain of Houtem). Dit paar was in 1502 in het huwelijk getreden.
Hij was een broer van Joost de Soete.

## Slag bij Heiligerlee
Tijdens de slag bij Heiligerlee zou Antoni de Zoete op 23 mei 1568 eigenhandig de aanvoerder van het Spaanse leger de graaf van Arenberg hebben doodgeslagen, nadat eerder in deze slag zijn oudere broer, Filip de Zoete (een Maltezer ridder) was gesneuveld. 

## Overlijden
Op 3 oktober 1569 raakte Antoni de Zoete in Frankrijk dodelijk gewond terwijl hij in Poitou aan de kant van Gaspard de Coligny deelnam aan de slag bij Moncontour.

## Voetnoten
1. ↑  Frederik Nagtglas, Pieter de la Rue, Levenberichten van Zeeuwen, Middelburg 1893.